# Jozef Murgaš
Jozef Murgaš (17 de febrero de 1864, Tajov, Imperio Austrohúngaro - 11 de mayo de 1929, Wilkes-Barre, Estados Unidos) fue un inventor, arquitecto, botánico, pintor y sacerdote católico eslovaco que contribuyó a la telegrafía inalámbrica y desarrolló las comunicaciones móviles.

## Biografía

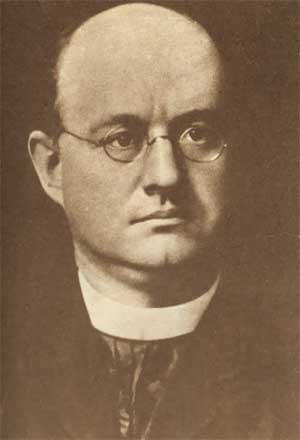
Jozef Murgaš

Asistió a la escuela primaria en su pueblo natal, desde niño mostró talento para la pintura. Cuando terminó la escuela continuó sus estudios en el seminario católico en Bratislava y posteriormente en Hungría en la ciudad de Estergom. En 1888 fue ordenado sacerdote católico. Entre 1889 y 1890 estudió pintura en Budapest y en Alemania.
En 1896 viajó a los Estados Unidos, concretamente a Pensilvania, trabajando como sacerdote capellán en una región minera donde estaban instaladas muchas familias eslovacas y otros residentes. Allí participó en la fundación de una escuela, una biblioteca, un parque infantil, baños, una iglesia y un cementerio.También recogió y seleccionó hongos, plantas, minerales e insectos. 
Murgaš continuó estudiando física y haciendo muchos experimentos. Financió y puso en marcha sus actividades científicas vendiendo sus pintura. Así entre 1904 y 1916  presenta doce patentes incluyendo  un aparato de telegrafía sin hilos con el modo de transmisión de mensajes asociados y el ondámetro.
Cuando Estados Unidos entró en la Primera Guerra Mundial, se prohibieron las estaciones privadas de radiotelegrafía, lo que puso fin al trabajo pionero de Murga en este campo. Después de la creación de Checoslovaquia, regresó a Eslovaquia en 1920, donde trató de enseñar electrotecnología en una escuela secundaria, pero como no encontró la comprensión adecuada por el Ministerio de Educación en Praga, regresó cuatro meses después a Estados Unidos. Jozef Murgaš murió el 11 de mayo de 1929 en Wilkes-Barre, Pensilvania.